# Bredängshallen

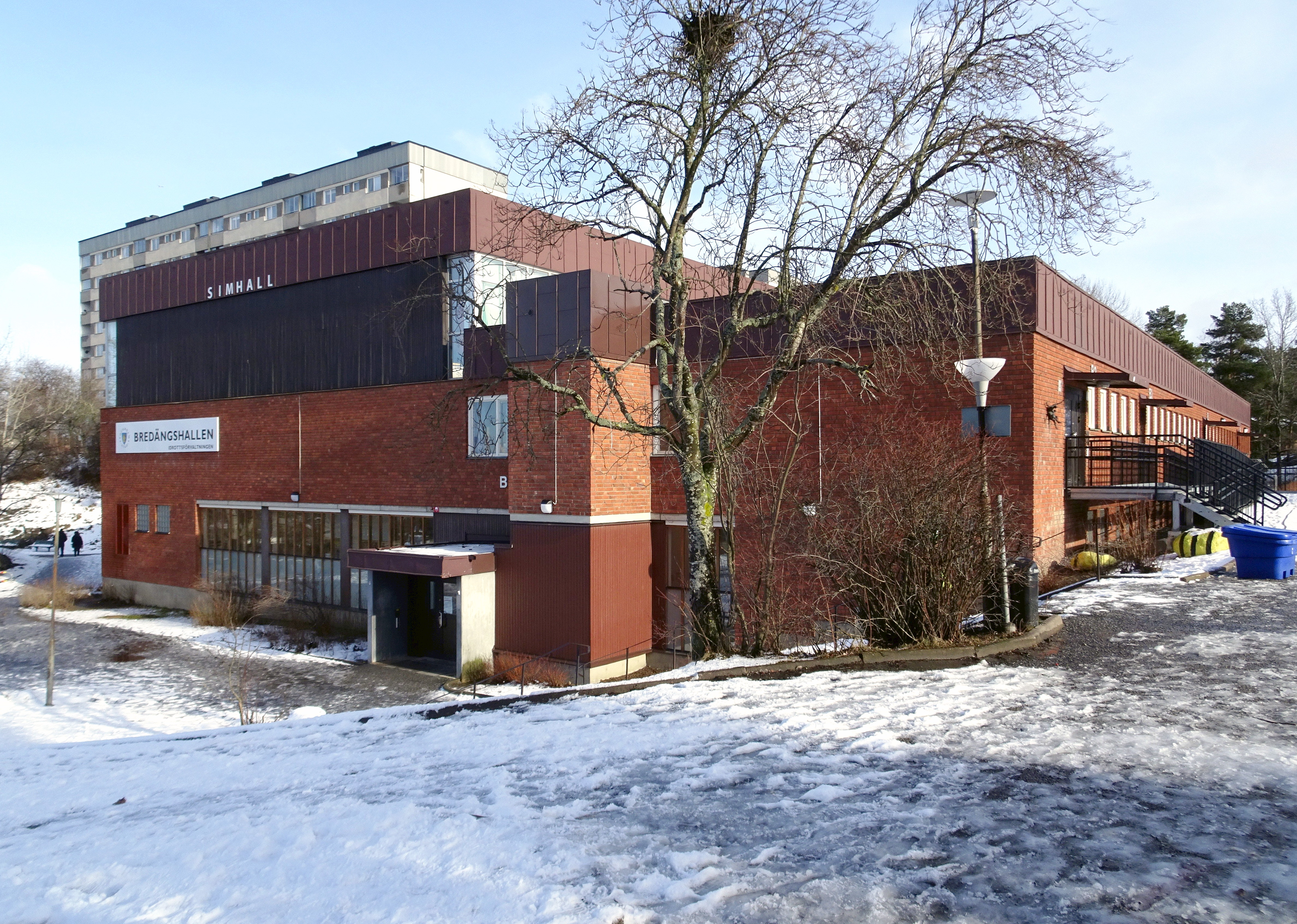
Bredängshallen, mars 2022.

Bredängshallen är en kommunal sim- och idrottshall  vid Concordiavägen 21 i Bredäng i Söderort. Hallen uppfördes på 1960-talets mitt efter ritningar av arkitektkontoret Höjer & Ljungqvist. Fastigheten Concordia 6 är grönmärkt av Stadsmuseet i Stockholm vilket innebär "särskilt värdefull från historisk, kulturhistorisk, miljömässig eller konstnärlig synpunkt".

## Historik
Bredängshallen är en del av Bredängs centrumnära bebyggelse som förutom Bredängshallen även inkluderade Bredängsskolan. En stadsplan för de centrala delarna av Bredäng upprättades 1962. I den avsattes bland annat ett större område för allmänt ändamål (A) beläget strax söder om Bredängs tunnelbanestation. Område skulle byggas med en grundskola för ungefär 500 elever och en idrottshall. Både skolan och idrottshallen ritades av arkitektkontoret Höjer & Ljungqvist och stod färdiga 1966. Byggnaden har två plan med gymnastikhallar samt dusch- och omklädnadsrum i övre våningsplanet och simbassäng, bastu och motionssal i undre våningen.

## Verksamhet

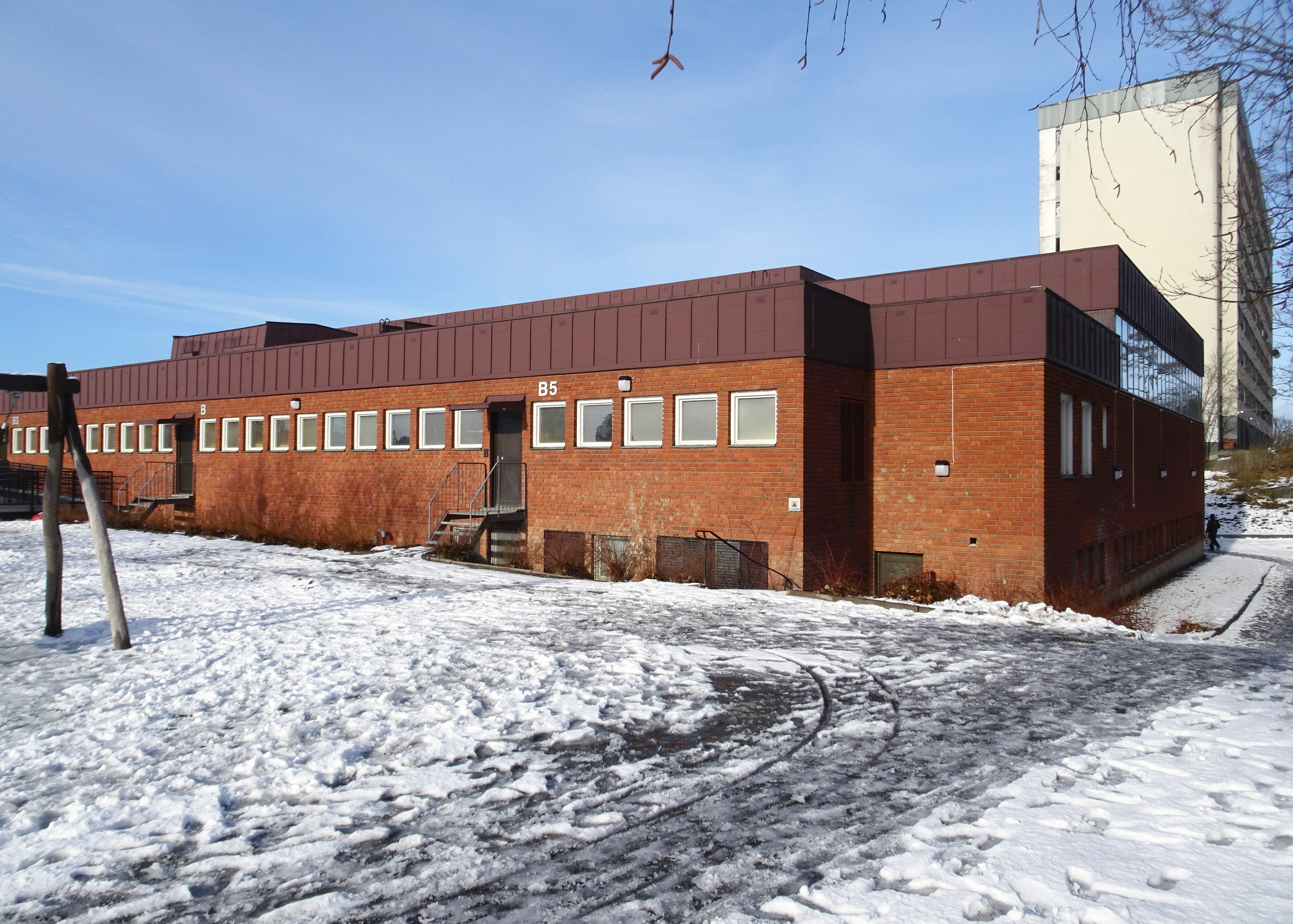
Fasad mot skolgården.

Idrottshallen ligger intill norra sidan av Brädängsskolans skolgård med bekvämt gångavstånd från tunnelbanan. Anläggningen skulle förutom allmänheten även fungera som skolans gymnastik- och simhall. Badet kallas ibland Bredängsbadet.
Bredängshallen innehåller bland annat-:
- Idrottshall: 19 x 37 meter, delbart med vikvägg.
- Motionsrum: 9 x 18 meter.
- Motionsrum: 10 x 20 meter.
- Skolbad med 25-metersbassäng.
- Dam- och herrbastu.